# Union City (Michigan)
Union City is een plaats (village) in de Amerikaanse staat Michigan, en valt bestuurlijk gezien onder Branch County en Calhoun County.

## Demografie
Bij de volkstelling in 2000 werd het aantal inwoners vastgesteld op 1804.
In 2006 is het aantal inwoners door het United States Census Bureau geschat op 1747, een daling van 57 (-3,2%).

## Geografie
Volgens het United States Census Bureau beslaat de plaats een oppervlakte van
3,8 km², geheel bestaande uit land. Union City ligt op ongeveer 271 m boven zeeniveau.

## Geboren
- Josh McDowell (1939), dominee, evangelist en schrijver

## Plaatsen in de nabije omgeving
De onderstaande figuur toont nabijgelegen plaatsen in een straal van 20 km rond Union City.